# 버몬트주
버몬트주(영어: State of Vermont)는 미국 동부 뉴잉글랜드의 주이다. 북쪽으로 캐나다의 퀘벡주와 국경을 접하며, 동쪽으로 뉴햄프셔주, 남쪽으로 매사추세츠주, 서쪽으로 뉴욕주와 접한다. 뉴잉글랜드에서 유일하게 대서양을 접하지 않은 주이며 노스다코타주, 하와이주, 알래스카주와 함께 번호가 '0' 이나 '5'로 끝나는 주간고속도로가 지나지 않는 주 중 하나이다.
참고로, Vermont는 프랑스어 'Vert Mont'에서 유래한 단어로 영어로는 green mountain을 의미한다.
원래 원주민 (아베나키족, 이로쿼이 연방)이 거주했던, 현재 버몬트주의 영토는 프랑스가 권리를 주장했지만 프렌치 인디언 전쟁에서 프랑스의 패배 이후 영국의 소유가 되었다. 1791년, 버몬트는 14번째 주로서 미국에 편입되었다.
1864년부터 1988년까지 1964년을 빼고 100년 넘게 공화당을 지지했으나 1992년 민주당 지지 주로 바뀌었다.
버몬트주는 풍경과 낙농 제품으로 유명하다. 미국내에서 최고급 메이플 시럽 생산지이다. 주도는 몬트필리어이며, 가장 규모가 큰 도시이자 대도시 지역은 벌링턴이다. 어떤 다른 주도 벌링턴 만큼 작은 최대 도시를 가지고 있지 않다.
체스터 A. 아서와 캘빈 쿨리지 2명의 대통령들의 고향이다.

## 역사

### 원주민의 시대
버몬트는 백인 정착자들이 오기 전에 주로 인디언들의 사냥터였다. 알곤킨 족에 속하는 아베나카 족, 마히칸 족과 페너쿡 족들이 처음으로 이 지방에 권리를 주장하였다. 권력있는 뉴욕의 이로쿼이 어족들이 알곤킨 족들을 몰아냈다. 알곤킨 족들은 1600년대 초반 동안에 돌아왔다. 프랑스인들의 도움과 함께 그들은 이로쿼이 어족을 물리쳤다.

### 탐험과 정착
프랑스의 사뮈엘 드 샹플랭은 아마 현재의 버몬트를 탐험한 첫 백인이었을 것이다. 그는 1609년 챔플레인 호에 도착하여 버몬트 지방을 프랑스령이라고 주장하였다. 1666년, 프랑스인들은 챔플레인 호에서 라모트 섬에 세인트 앤으로 봉납한 요새를 지었다. 1690년, 야코부스 더 바름이 뉴욕의 올버니로부터 영국인들을 이끌고 현재 버몬트주 침니 포인트에 속하는 대지 근처의 장소로 들어왔다. 더 바름은 미들버리 서부에 있는 침니 포인트에 요새를 창립하였다. 버몬트의 첫 영구적 백인 정착지는 현재 브래틀보러에 있는 더머 요새에 만들어졌다. 더머 요새는 1724년, 프랑스와 인디언들의 급습으로부터 식민지의 서부 정착지들을 보호하기 위하여 매사추세츠 정착자들이 지었다.
챔플레인 호 지방은 프렌치 인디언 전쟁 동안에 주요 싸움터가 되었다. 이 전쟁에서 영국이 프랑스로부터 버몬트와 북아메리카 나머지에 대한 통치권을 얻었다.

### 대지의 논쟁들

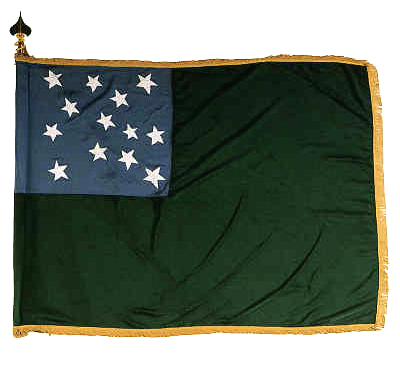
그린 마운틴 보이즈가 사용한 국기

1749년과 1763년 사이에 뉴햄프셔의 왕립 총독 베닝 웬트워스가 버몬트의 131개의 양도를 만들었다. 이 대지는 뉴햄프셔 양도로 불리었다. 그러나 뉴욕은 같은 대지를 요구하고 다른 정착자들에게 승인하였다. 1764년, 영국은 뉴욕의 양도를 인정하였다. 영국은 뉴햄프셔 양도를 품은 정착자들에게 항복하거나 그것을 위해 뉴욕에 내라고 명령을 내렸다. 1770년, 이 정착자들은 군사적 단체인 그린 마운틴 보이즈를 결성하였다. 그린 마운틴 보이즈는 많은 뉴욕 정착자들을 공격하여 그들을 버몬트에서 몰아냈다.

### 미국 독립 전쟁

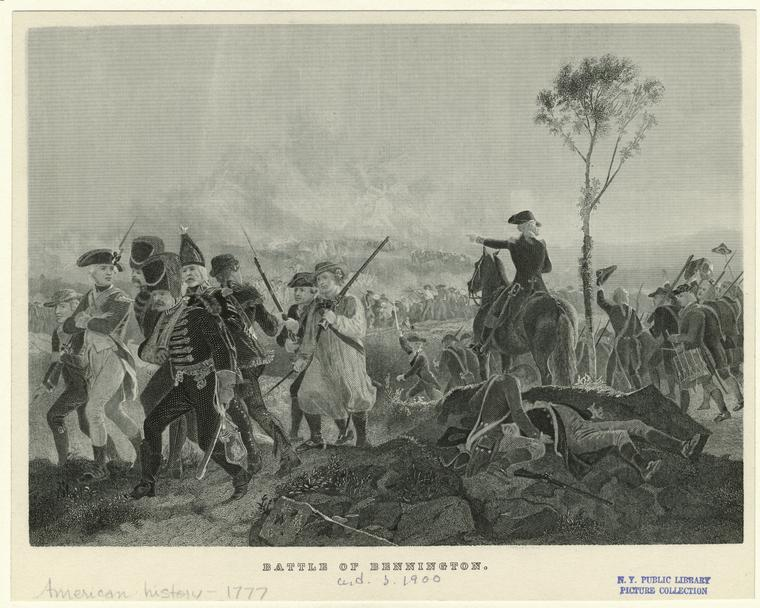
베닝턴 전투

미국 독립 전쟁이 버몬트 대지의 논쟁들이 가라앉기 전에 전에 1775년 매사추세츠에서 시작되었다. 버몬트 주민들은 영국군을 싸우기 위해 연합하였다. 이던 앨런, 베네딕트 아널드와 80명 이상의 그린 마운틴 보이즈가 5월에 영국군으로부터 티몬데로거 요새를 포획하였다. 식민지군은 1777년, 영국군이 그들을 몰아낼 때까지 요새를 품었다. 영국군의 추적과 함께 식민지군은 요새로부터 남쪽으로 후퇴하였다. 허바드턴에서 세스 워너가 이끄는 후위가 후퇴를 멈추고, 영국군과 싸웠다. 후위는 패하였으나 싸움은 나머지 식민지 주민들이 탈출하는 허락을 하도록 충분히 영국군을 미루었다.
1777년 8월 16일, 베닝턴 전투는 주요 독립 전쟁의 교전이었다. 그 전투는 가끔 버몬트 전투로서 생각되었다. 그러나 전투는 버몬트의 서부에 있는 뉴욕에서만 일어났다. 베닝턴 전투와 새러토가에서 영국군의 항복은 북부 식민지들에서 영국의 대지 운영을 끝냈다.

### 독립적 공화국
1777년 1월 15일, 버몬트의 정착자들은 자신들의 영토를 독립적인 공화국으로 선언하였다. 그들은 뉴코네티컷으로 불렀다. 7월에 버몬트는 그 첫 헌법과 그 현재의 이름을 채택하였다.
뉴햄프셔와 뉴욕은 아직도 버몬트의 부분들에 대한 권리를 주장하였다. 1783년, 조지 워싱턴은 버몬트의 정부를 축출하기 위해 군대를 보내는 게 필요하다고 믿었던 글을 썼다. 그러나 이 일은 전혀 벌어지지 않았고, 버몬트는 14년 동안이나 독립적 공화국으로 남아있었다. 1790년, 버몬트는 30,000 달러를 내면서 뉴욕과의 논쟁들을 가라앉혔다. 뉴햄프셔도 버몬트와 논쟁을 포기하였다. 이런 향상된 관계들이 버몬트의 합중국으로 승인을 위한 길을 명확히 하는 데 도움을 주었다. 버몬트는 1791년 3월 4일, 14번째 주가 되었다.

### 1800년대

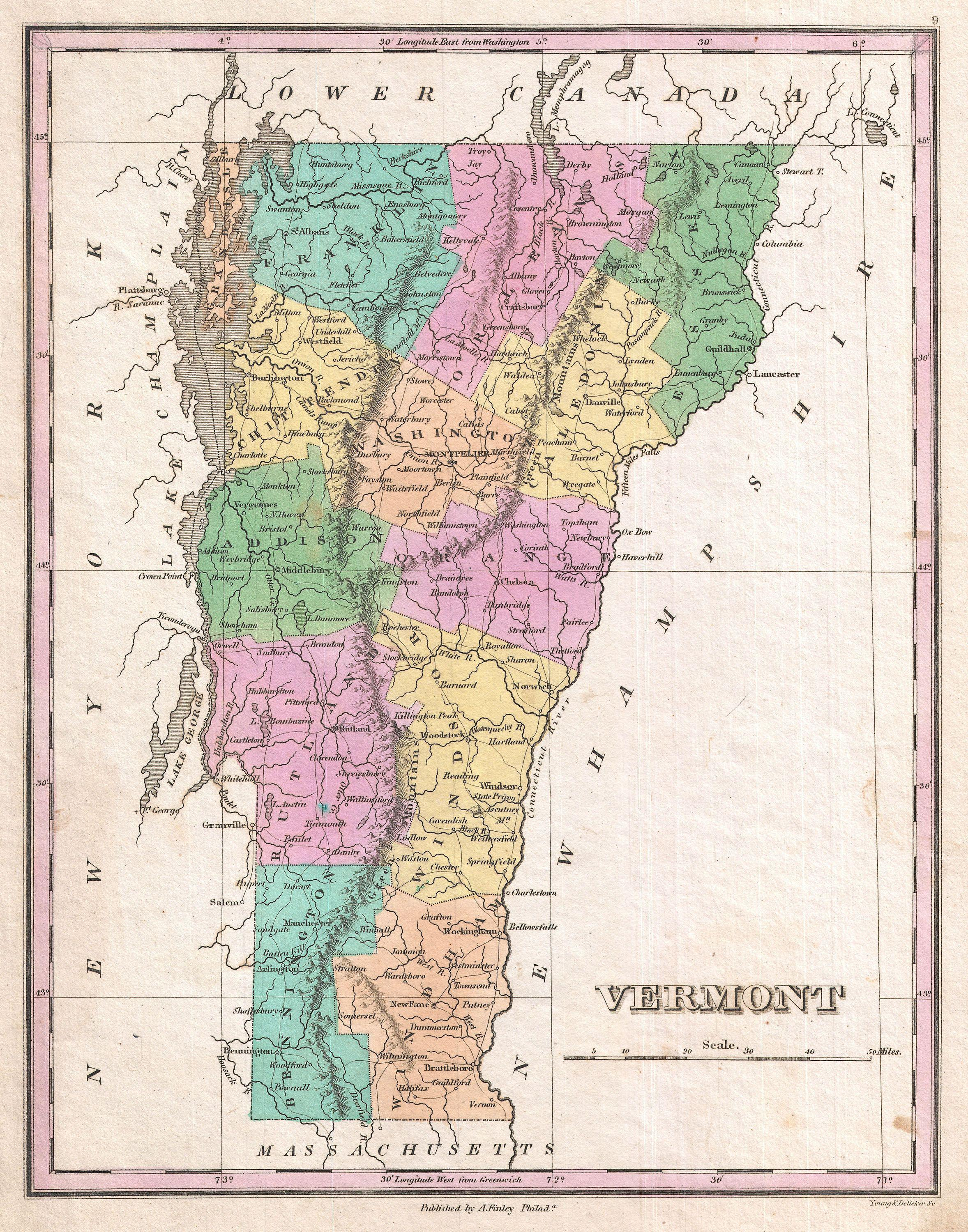
1827년의 버몬트 지도

미영 전쟁이 일어나는 동안에 버몬트주의 의용병은 치페와, 런디스 레인과 피츠버그 전투들에서 싸웠다. 그러나 영국령 캐나다와의 교역이 주의 경제에 중요해졌기 때문에 전쟁은 버몬트주에서 인기가 없었다. 1817년, 혹독한 겨울 이후에 버몬트주로부터 많은 주민들이 번영하는 중서부로 이주하기 시작하였다. 어떤 이들은 버몬트주에서 미래의 경제 곤란에 위협을 느꼈다. 다른 이들은 서부에서 거대한 기회들에 이끌렸다.
1823년에 개장된 챔플레인 운하가 챔플레인 호와 뉴욕의 허드슨강을 이었다. 운하는 버몬트주의 농부들이 그들의 물자들을 수로를 통해 배에 실어 주요 시장인 뉴욕 시로 나를 수 있도록 하였다. 챔플레인 계곡의 농부들, 특히 양털을 위하여 스페인산 메리노 종의 양을 기른 이들이 번창하였다. 1840년에 들어서 버몬트주는 많은 양들 만큼 6배의 주민들이 있었다. 양털을 가공하기 위한 많은 작은 수력 제재소들이 버몬트주에 지어졌다. 1800년대 중반 동안에는 서부의 주들과 다른 나라들에서 온 경쟁이 양털의 값이 떨어지도록 하였다. 1860년에 들어서 버몬트주의 농부들은 고기로 사용하기 위해 자신들의 양들의 절반을 팔았다. 이 위기는 버몬트주를 양 사육의 주에서 낙농의 주로 바꾸는 원인을 가져왔다.
남북 전쟁이 일어나는 동안에 대략 34,000명의 버몬트 주민들이 북군에 종군하였다. 전쟁의 가장 북부 대지 싸움이 1864년, 버몬트주에서 벌어졌다. 22명의 남군 단체가 세인트앨번스에 있는 둑에 급슥하여 20,000 달러 이상과 함께 캐나다로 달아났다.
남북 전쟁이 끝난 후, 버몬트주의 농업이 쇠퇴하였다. 더욱 더 많은 버몬트주의 농부들이 중서부와 어떤 다른 곳의 도시들과 더 낳은 농장들을 위하여 주를 떠났다. 버몬트주로 이주한 프랑스계 캐나다인과 유럽인의 대부분이 공장일을 하러 도시들에 정착하였다. 1800년대 후반은 버몬트주의 목재 가공업과 치즈 제조업에 거대한 번영을 가져왔다. 벌링턴은 캐나다에서 온 재목을 가공하여 미국의 다른 도시들로 배에 실어 보내는 항구 도시로 재빠르게 번영하였다. 화강암의 산업이 산업이 배어에서 붐을 일으켰다. 버몬트주의 한번 중요한 섬유 산업이 1800년대 후반 동안에 쇠퇴하였다. 많은 제재소들은 노동비가 낮은 남부로 이동하였다.

### 1900년대 초반
버몬트주의 제조품들의 가격은 1900년과 1920년 사이에 3배 이상이나 올랐다. 제조업은 버몬트주의 가장 중요한 경제적 활동으로서 농업을 대신하였다.
버몬트주의 관광업도 1900년대 초반 동안에 재빠르게 번창하였다. 많은 큰 리조트 호텔들과 휴양지들이 지어졌다. 1911년, 버몬트주는 관광객들을 끌어들이기 위한 공식적인 광고국과 함께 한 첫 주가 되었다.
1923년, 버몬트주에서 태어난 캘빈 쿨리지가 30대 대통령이 되었다. 그는 사망한 워런 G. 하딩 대통령 아래에서 부통령으로 선출되었다. 쿨리지는 공공 장소에서 조용하던 수줍은 사람이었다.
1930년대 전국에 걸친 대공황이 버몬트주에 곤란을 가져왔다. 버몬트주의 많은 작은 공장들과 제재소들이 폐문하였다. 버몬트주의 농부들은 떨어지는 값과 축소된 판매로 인해 타격을 받았다. 버몬트주의 경제는 1930년대 후반 동안에 향상되었다.
버몬트주 역사상 최악의 홍수가 1927년 11월에 일어났다. 위누스키 강과 코네티컷 강의 작은 시내로부터 온 물들이 타운들의 전체를 휩쓸었다. 홍수는 60명의 사망과 100만 달러의 손해를 입혔다.

### 1900년대 중반
제2차 세계 대전이 일어나는 동안에 버몬트주의 공장들은 전쟁 물자들을 생산하였다. 전쟁이 끝난 후, 주는 새로운 산업들을 끌어들이도록 그 노력들을 증가시켰다. 1949년에 설립된 버몬트주 개발부는 산업적 발전과 관광업을 흥행하였다. 1955년의 주의 자치 도시 공채 법령은 버몬트주의 공동체들이 세입 담보채를 발행하는 것을 허락했다. 공채에서 온 돈은 산업적 건설 프로그램에 융자되었다.
1960년대에는 약간의 큰 주식회사들이 버몬트주에 공장들을 지었다. 그러나 버몬트주로 끌어들인 산업의 대부분이 많은 다른 다른주들에서 작은 것으로 여겨졌다. 1960년대 개발된 매사추세츠 주에서 캐나다로 향하는 주간 고속도로가 버몬트주에서 산업과 관광업의 번창에 공헌하였다.
버몬트주의 제조업이 자라나면서, 농업은 주의 경제에 적게 중요해졌다. 농장들은 수에서 줄어들고, 크기에서 늘어났으며 인구는 시골에서 도시 지역들로 옮겨지기 시작하였다.
정치적으로 버몬트주는 공화당의 중심지로 남아있었다. 1950년대와 1960년대에 약간의 민주당원들의 선거 통치를 공화당원들이 품으면서 국내적 뉴스로 만들었다. 1958년, 미국 하원에 선출된 윌리엄 H. 마이어는 1853년 이래 의회에서 주의 첫 민주당원이었다. 1963년부터 1969년까지 주지사를 지낸 필립 H. 호프는 1854년 이래 그 직에 있던 첫 민주당원이었다. 1856년부터 1960년까지를 걸쳐, 버몬트주는 매번의 대통령 선거에서 공화당 후보에게 선거인단에 의한 선출 투표를 주었다. 1964년, 주는 그 선거인단에 의한 선출 투표를 민주당 후보 린든 B. 존슨에게 주었다.

### 1900년대 후반
민주당은 꾸준히 지속적으로 버몬트주에 권력을 얻었다. 1974년, 패트릭 J. 리히는 1880년대 초반 이래 미국 상원에 선출된 버몬트주 출신 첫 민주당원이었다. 호프에 이어 다른 민주당원들이 주지사로서 선거를 이겼다. 1984년, 메이들라인 M. 커닌이 첫 여성 주지사가 되었다. 1992년과 1996년 대통령 선거에서 주의 선거인단에 의한 선출 투표가 두번째와 세번째 만을 위한 민주당 후보에게 주어졌다. 빌 클린턴은 당시 주를 소지하였다.

### 최근의 발전
버몬트주에 가장 거대한 도전이 개발에 호의를 가진 주민과 그들의 상대 사이에 경쟁 기대의 균형에 놓였다. 개발의 경제적 이익들이 주의 시골 특색과 자연의 아름다움에 욕망과 함께 정규적으로 충돌하였다. 제조업은 버몬트주의 경제에 공헌한다. 그린 산맥에 중심지를 놓은 관광업은 돈의 큰 양을 주에 가져온다. 그러나 제조업과 관광업은 주의 시골 환경을 보호하기를 원하는 버몬트 주민들에게 근심을 일으킨다. 1970년, 입법부는 환경 통제 법률을 통과시켰다. 그 종류의 가장 엄격한 것들 중 하나인 이 법률은 환경에 피해를 입힐 수 있는 개발을 한정시키도록 주를 허락하였다. 버몬트주는 가능성있게 피해를 끼치는 프로젝트들을 보호하기 위해 그 법률을 이용해왔다.
1999년, 경계표의 결정에서 버몬트주의 대법원은 주 정부가 동성애 부부들에게 같은 권리들과 동성애 부부로서 이득을 제공하도록 주에게 명령을 내렸다. 2000년, 버몬트주의 입법부는 동성애 부부가 결혼에 비슷한 법적인 관계인 시민적 조합에 들어갈 수 있는 법안을 찬성하였다. 2009년, 입법부는 동성애 부부가 결혼하는 하는데 허락한 법안을 짐 더글러스 주지사가 거부함에 더 나가서 번복하였다. 버몬트주는 동성애 결혼을 법원의 판결이 아닌 법률에 따라 합법화한 첫 주가 되었다.

## 경제

### 서비스업

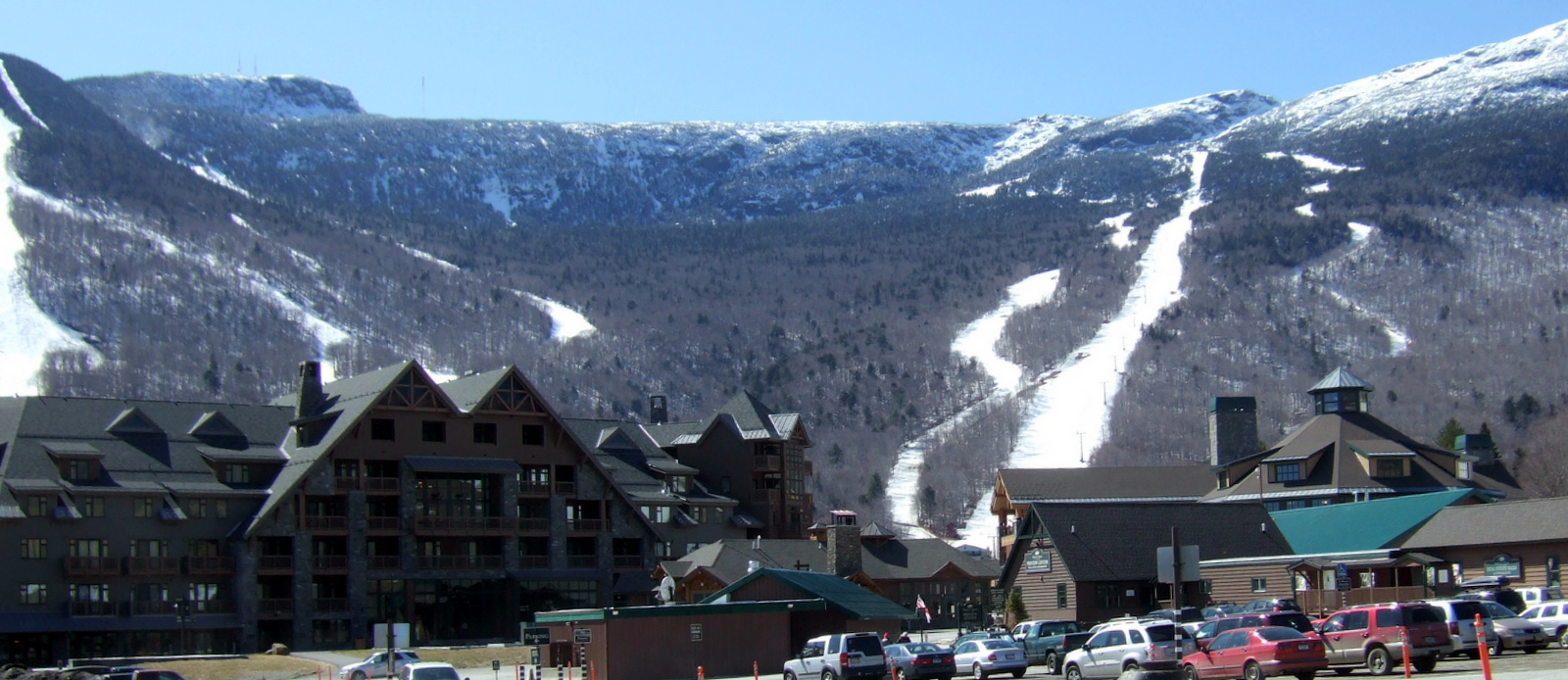
스토 리조트 빌리지

서비스업은 버몬트주의 고용과 국내 총생산 양쪽의 대략 5분의 4를 차지한다. 서비스업의 대부분은 주의 가장 큰 합병 도시들이자 인기있는 관광업의 중심지 벌링턴과 러틀랜드에 집중되어 있다.
주도인 몬트펠리어는 정부 활동의 중심지이다. 벌링턴은 주요 금융의 중심지이다. 많은 호텔, 식당과 소매상들도 또한 벌링턴 지역에 있다. 스키 리조트들은 그린 산맥에 점을 찍고 있다. 뉴욕주와 매사추세츠주의 많은 주민들은 버몬트주에 휴양 주택들을 가지고 있다.

### 제조업
전자 용품의 생산은 버몬트주의 주요한 제조 활동이다. 반도체는 이 산업의 가장 중요한 제품이다. 세계에서 가장 큰 전자 회사들 중 하나인 IBM이 컴퓨터 구성 요소를 만드는 벌링턴 지역에 큰 공장 지대를 가지고 있다.
낙농품은 버몬트주의 식품 가공업을 위한 소득의 대략 절반을 마련하며, 프랭클린과 워싱턴 카운티들에서 주로 생산된다. 제과류, 초콜릿 제품과 정육품도 주에서 생산된다.
버몬트주의 합성 금속 제품과 기계 제조업은 벌링턴 지역에 중심지들을 두었다. 전자 용품과 재목품들은 주로 주의 남부 절반 지역에서 생산된다.

### 농업
농장 지대는 버몬트주의 대략 5분의 1을 뒤덮고 있다. 낙농업은 한해의 농장 소득의 대략 5분의 3을 차지한다. 많은 낙농 지대들은 버몬트주 북서부에 있는 챔플레인 계곡에 놓여 있다. 추가로 농부들은 주에 걸쳐 육우, 닭, 양과 다른 가축들을 사육한다.
버몬트주는 메이플 시럽 생산의 주요한 주이다. 치즈와 아이스크림 같은 전문 식품들이 버몬트주의 농업 경제에 중요하게 공헌하고 있다. 사탕 옥수수는 주의 주요한 채소이며, 사과가 주요한 과일이다. 옥수수, 건초와 귀리도 가축의 사료로서 자라는 편이다. 온실과 종묘장의 산물들도 소득의 중요한 근원이다.

### 광업
깨진 돌은 버몬트주의 주요한 광물이며, 그 중에 석회암과 대리석이 주요한 산물이다. 큰 화강암의 채석장들이 배어 지역에 있으며, 버몬트주의 다른 광물로는 백운암, 모래와 자갈, 활석을 포함한다.

## 주민
| 인구조사                      | 인구    | Note | %±    |
| ----------------------------- | ------- | ---- | ----- |
| 1790년                        | 85,425  |      | —     |
| 1800년                        | 154,465 |      | 80.8% |
| 1810년                        | 217,895 |      | 41.1% |
| 1820년                        | 235,981 |      | 8.3%  |
| 1830년                        | 280,652 |      | 18.9% |
| 1840년                        | 291,948 |      | 4.0%  |
| 1850년                        | 314,120 |      | 7.6%  |
| 1860년                        | 315,098 |      | 0.3%  |
| 1870년                        | 330,551 |      | 4.9%  |
| 1880년                        | 332,286 |      | 0.5%  |
| 1890년                        | 332,422 |      | 0.0%  |
| 1900년                        | 343,641 |      | 3.4%  |
| 1910년                        | 355,956 |      | 3.6%  |
| 1920년                        | 352,428 |      | −1.0% |
| 1930년                        | 359,611 |      | 2.0%  |
| 1940년                        | 359,231 |      | −0.1% |
| 1950년                        | 377,747 |      | 5.2%  |
| 1960년                        | 389,881 |      | 3.2%  |
| 1970년                        | 444,330 |      | 14.0% |
| 1980년                        | 511,456 |      | 15.1% |
| 1990년                        | 562,758 |      | 10.0% |
| 2000년                        | 608,827 |      | 8.2%  |
| 2010년                        | 625,741 |      | 2.8%  |
| 2019 (추산)                   | 623,989 |      | −0.3% |
| 출처: 1910–2010 2019 estimate |         |      |       |

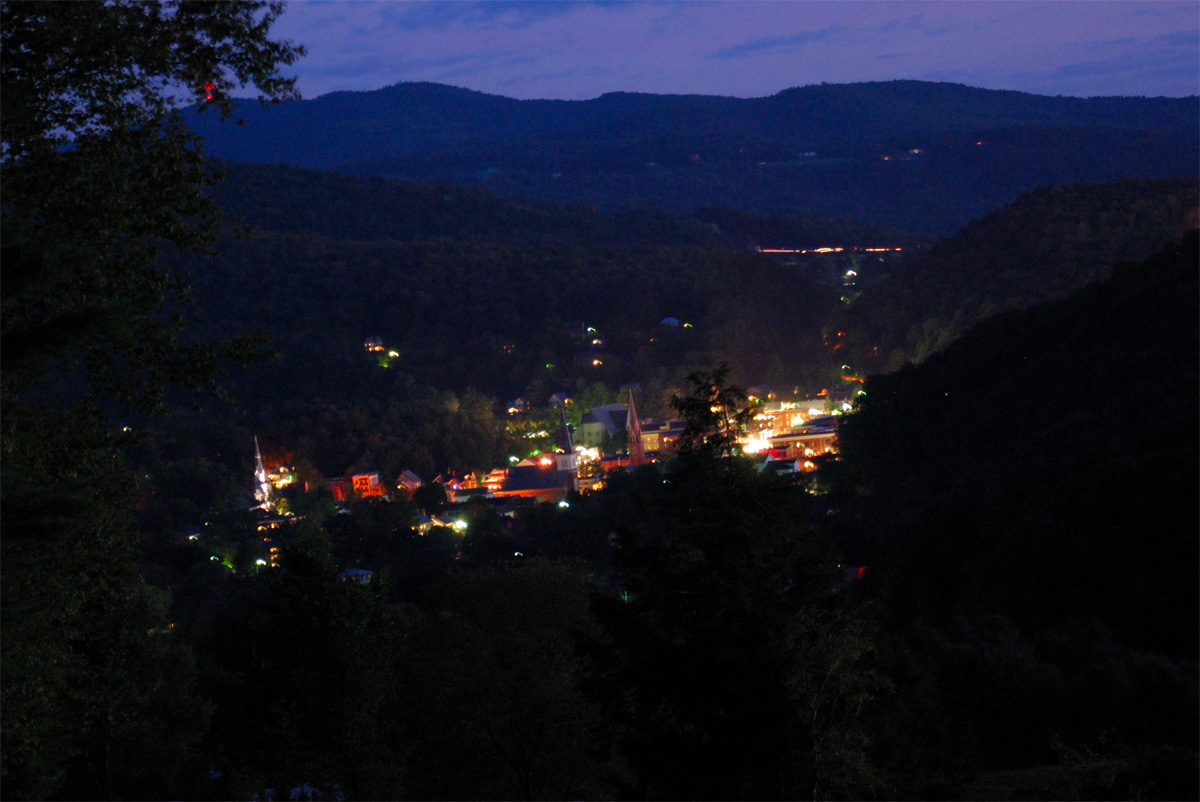
몬트펠리어의 야경

2000년, 미국 인구 조사국은 버몬트주의 인구가 608,827명이라고 보고하였다. 1990년의 562,758명에서 8 퍼센트나 증가하였다. 2000년, 조사국에 따르면, 버몬트주는 50개의 주들 중에 인구에서 49위에 올랐다.
미시시피강 동부의 다른 여러 주들보다 많은 주민들이 버몬트주에 살고 있다. 강의 서부에는 와이오밍주에만 더 많은 인구가 살고 있다.
버몬트주의 5분의 3 이상이 시골 지역들에 살고 있으며, 다른 여러 주보다 더 큰 비율이다. 벌링턴-사우스 벌링턴 메트로폴리탄 지역은 버몬트주의 유일한 메트로폴리탄 지역이다. 주 인구의 대략 3분의 1 만이 메트로폴리탄 지역에 살며, 벌링턴은 주의 가장 큰 도시이다. 그 인구는 40,000명 이하이지만, 두 번째로 큰 도시 러틀랜드보다 2배 이상의 주민들이 살고 있다. 버몬트주의 다른 7개의 도시들은 인구순으로 사우스 벌링턴, 배어, 몬트펠리어, 세인트앨번스, 위누스키, 뉴포트와 버겐스이다. 버몬트주에서 합병되지 않은 큰 지역인 에섹스는 벌링턴을 제외한 여러 도시들보다 더 많은 주민들이 살고 있다. 버몬트주에는 대략 40개의 마을과 240개의 타운들이 있다.
버몬트 주민 100명 중에 대략 96명이 미국에서 태어났다. 버몬트주의 가장 큰 인구 집단은 영국, 아일랜드, 프랑스, 독일 계통의 주민들이며, 프랑스계 캐나다인들도 내려와 정착하였다.

## 사진

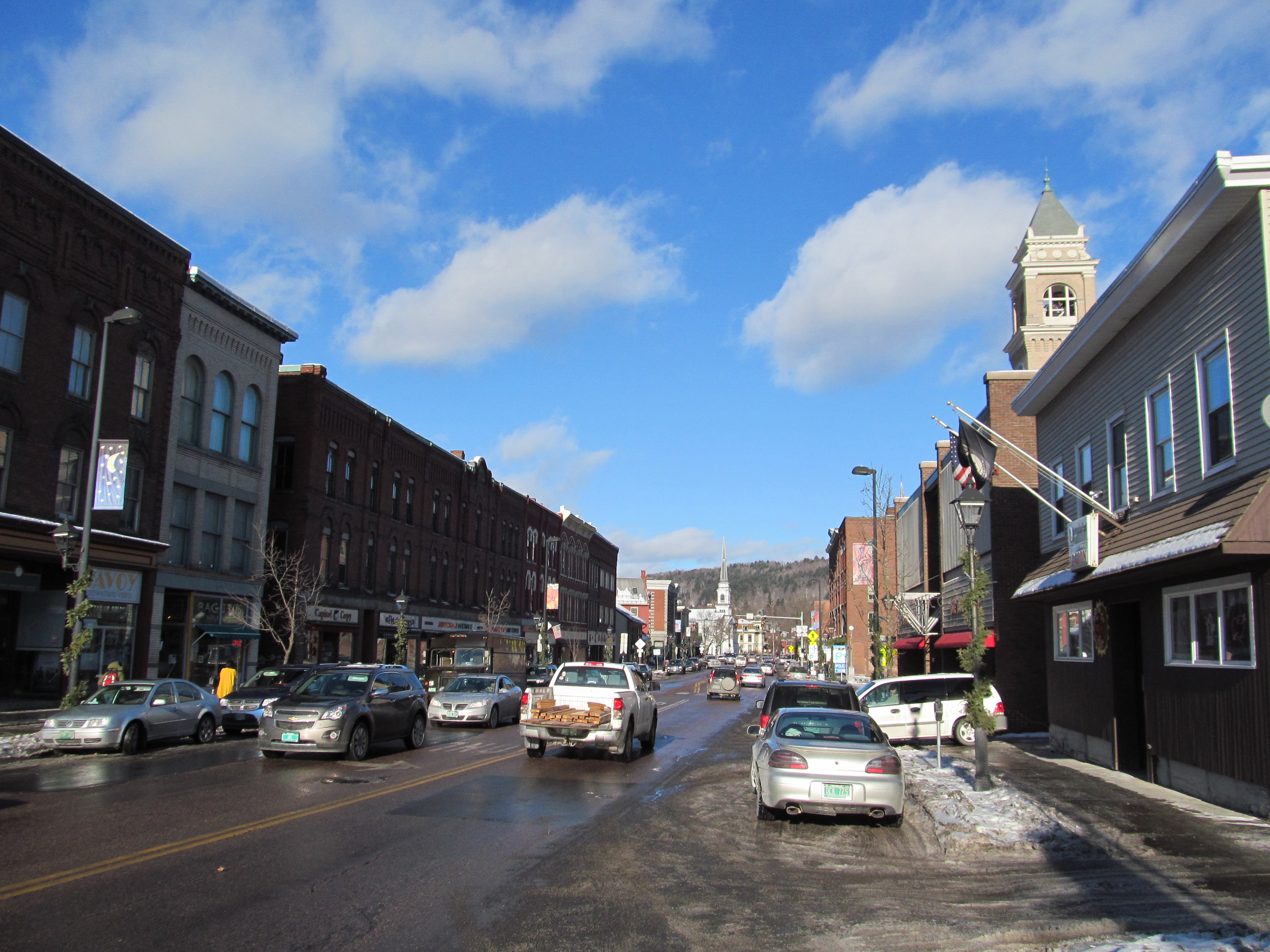
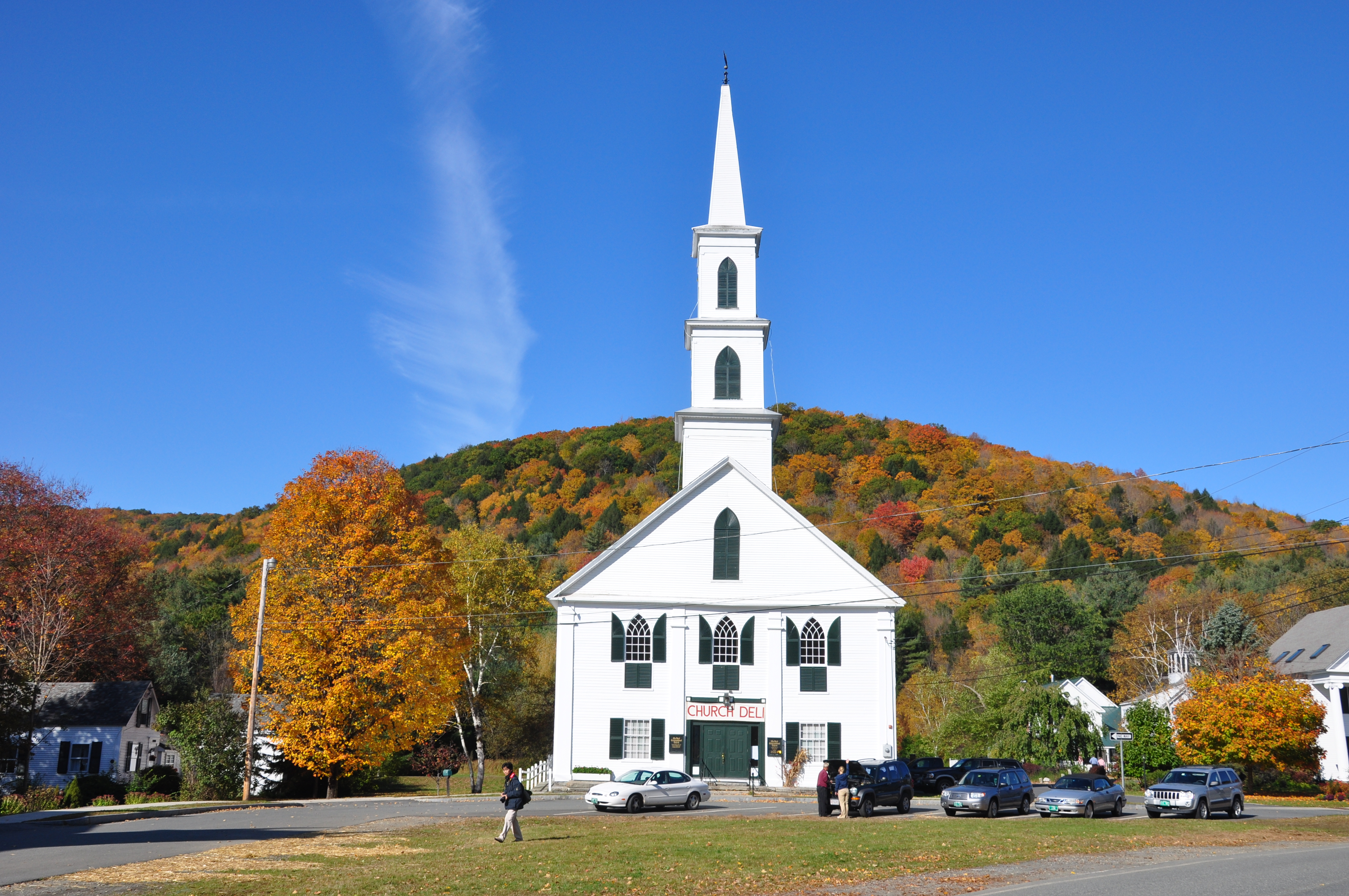
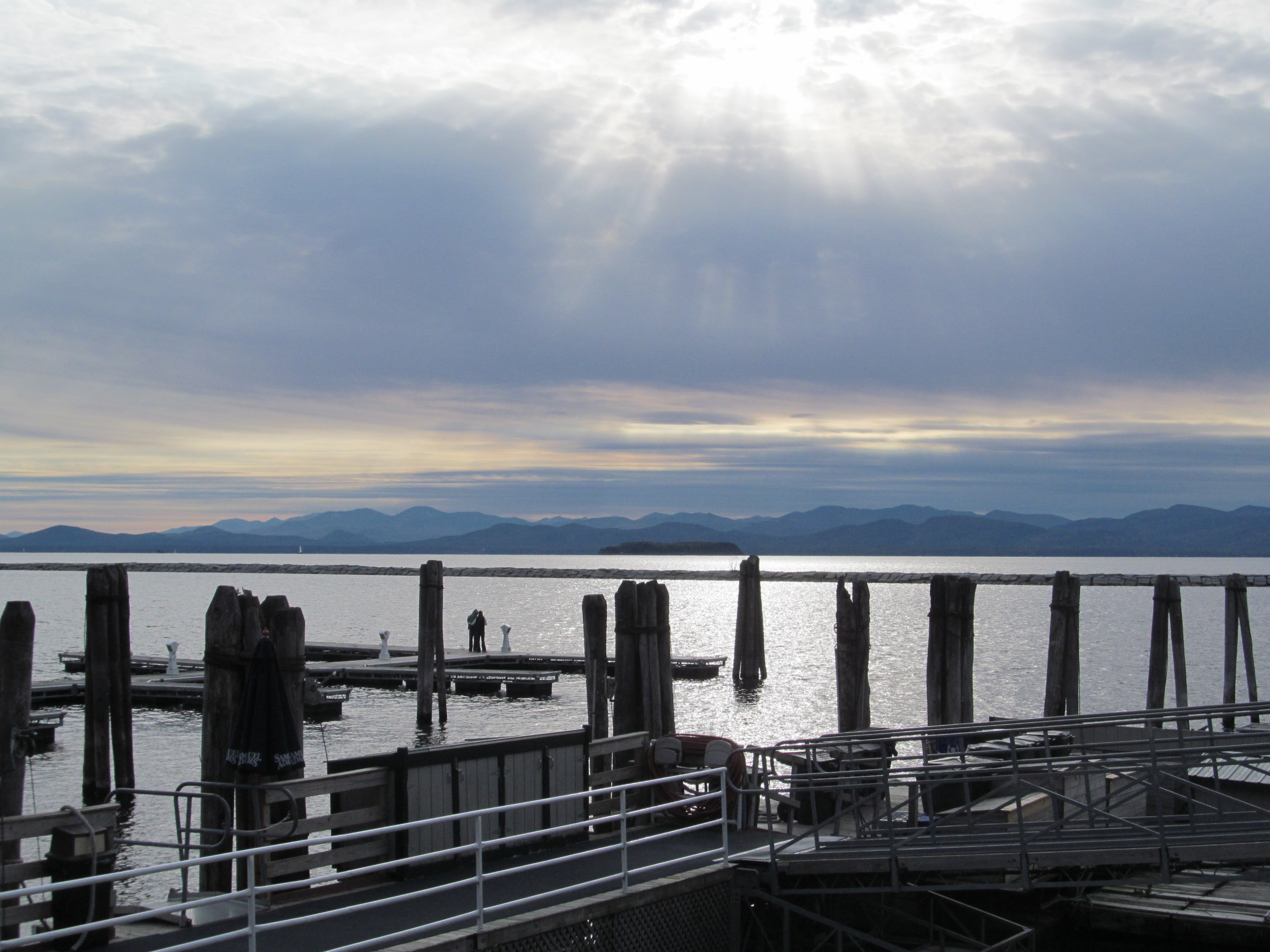